# Belgicanisme
Ne pas confondre avec Belgicisme.

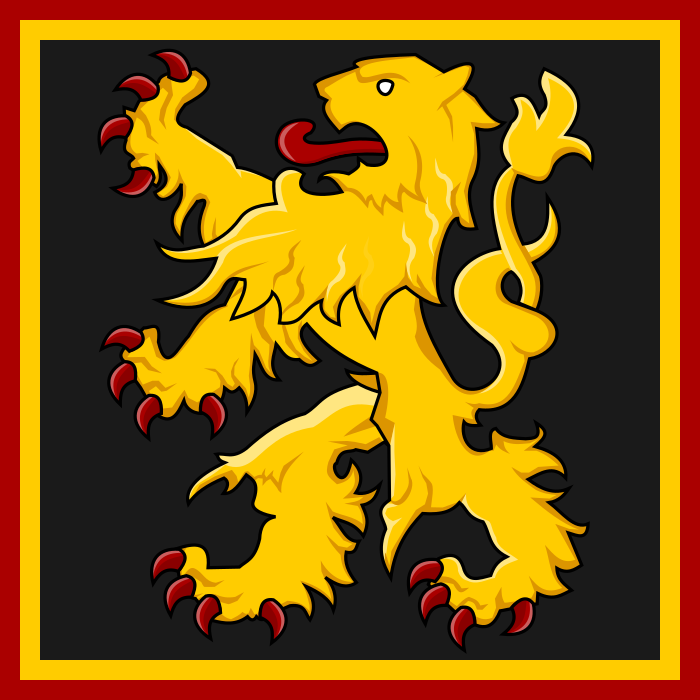
Le Leo Belgicus (lion belge ou brabançon) avec le liseré tricolore est un symbole belgicain.

Le nationalisme belge, également appelé belgicanisme (en néerlandais : belgicisme), est un courant politique qui affirme l'existence d'une spécificité belge commune aux groupes qui la composent et irréductible aux identités des pays environnants, à savoir les Pays-Bas et la France. L'historien Henri Pirenne est connu pour avoir abondamment alimenté par ses travaux ce courant idéologique. 
Les personnes qui y adhèrent sont souvent appelées belgicains.

## Courants

### Grande Belgique
Très influent à la fin de la Première Guerre mondiale, ce courant défend le retour aux frontières d’avant le traité des XXIV articles de 1839, voire l’annexion de régions limitrophes françaises et allemandes. Dans une certaine mesure certaines revendications de Rex étaient elles aussi à caractère irrédentiste. Notamment la volonté de recréer les Pays-Bas Bourguignons. 
Pierre Nothomb, principale figure du Comité de politique nationale, est le principal animateur du mouvement nationaliste.

### Unitarisme
Le mouvement unitariste prône la suppression des régions et communautés créées au cours des successives réformes de l’état.
Les unitaristes souhaitent revenir à l’État unitaire, qui a progressivement disparu à partir de 1970.
Le principal parti politique belgicain unitariste est le Belgische Unie – Union belge. Un autre partie unitariste l'Unie qui est créé dans le cadre des élections législatives fédérales belge de 2024. Ils sont tous les deux de tendances centristes.

### Fédéralisme d’union
Ce courant attaché à l’unité du pays prône le statu quo institutionnel. Refusant tout changement institutionnel qui pourrait conduire au confédéralisme ou à la séparation de la Belgique, il est également attaché au maintien de la monarchie. En outre, cette vision encourage, sans nécessairement retourner à un État unitaire, à refédéraliser une série de compétences. Dans ce cadre, un sondage publié en février 2024 annonce un important soutien des Belges à l'unionisme via une re-fédéralisation des compétences régionales.

## Organisations belgicanistes (nationalistes ou non)

### Partis politiques
- Nationalistes
  - Rex (jusqu'aux élections de 1936 durant lesquelles Léon Degrelle signa un accord avec le V.N.V.)[6]
  - Agir
  - La Légion Nationale Belge (LNB) fondé par Paul Hoornaert. Il s'agissait d'une organisation d'anciens combattants à tendance "fasciste" mais qui était surtout de tendance monarchiste et nationaliste.
- Patriotiques
  - Belgische Unie - Union belge
- Ni nationalistes ni patriotes
  - L'Unie[7] (unitaire[8])
  - PTB[9]

### Associations
- Comité de politique nationale
- Pro Belgica[10] (monarchiste et patriote)
- Mouvement Dynastique - Belgische Dynastiebeweging[11] (monarchiste), il s'agit d'une scission de Pro Belgica
- Fédération Nationale des Combattants (FNC-NSB)[12] (patriote), fondé dans les années 20 pour défendre les intérêts des anciens combattants
- B Plus[13] (fédéraliste d'union)

### Journaux
- La Nation belge
- Le Pays réel
- Le Vingtième Siècle

## Problèmes
Le belgicanisme est en perte de vitesse au profit du nationalisme flamand ou wallon pour plusieurs raisons:  
- L'absence d'unité au sein des différents mouvements patriotes et nationalistes.
- La non modernisation du discours belgicain.
- L'association du belgicanisme à l'extrême droite. De plus, pour le programme des partis unitaristes comme le BUB et, dans une moindre mesure, l'Unie, ont des programmes entièrement axé sur l'unitarisme en négligeant les autres sujets
- L'association du belgicanisme à l'idée de la Belgique à papa, qui pour une partie de la population a prouvé son échec.

## Critiques
Les détracteurs reprochent à ces courants de nier les identités et les spécificités régionales des communautés qui composent le pays en ne reconnaissant qu'une identité belge aux habitants de Belgique.
Les partis politiques ouvertement belgicains n'ont remporté aucune élection ; le nationalisme belge reste beaucoup plus faible que le nationalisme flamand pusqu'ils n'ont pas les mêmes assises culturels que le nationalisme flamand. En effet ce-dernier dispose d'associations cultures, de mouvements de jeunesse, de syndicats étudiants et de partis politiques a contrario du mouvement belgicain. 